# 新加坡社会工作者协会
新加坡社会工作者协会（Singapore Association of Social Workers，SASW）是新加坡社会工作专业的代表机构，成立于1971年。
SASW还负责管理社会工作者和社会服务从业者的资格认证制度，该制度由社会及家庭发展部、国家社会服务理事会和SASW于2009年4月1日启动。资格认证制度由社会及家庭发展部拥有，由社会工作资格认证与咨询委员会（SWAAB）监督，由SASW的资格认证秘书处执行。资格认证制度的目的是确保社会工作专业的质量和水平，以更好地服务社会。
SASW还举办了各种活动和出版物，以庆祝和推广社会工作的发展和成就。例如，SASW每年颁发杰出社会工作者奖和有前途社会工作者奖，以表彰在社会工作领域做出卓越贡献的个人。SASW还出版了《社会维度》杂志，以分享社会工作的理论、实践和研究。
SASW是国际社会工作联合会（IFSW）的成员组织，与其他国家和地区的社会工作机构保持联系和合作。SASW的会员包括具有公认社会工作学历的社会工作者，以及在社会服务领域工作的社会服务从业者。SASW为会员提供了一系列的福利和服务，包括专业发展、网络、咨询、支持、保险和优惠。